# Prémio Benjamin Apthorp Gould
O Prémio Benjamin Apthorp Gould (em inglês:  Benjamin Apthorp Gould Prize, foi um prémio concedido pela National Academy of Sciences.
Este galardão, fundado por Alice Bache Gould, em memória de seu pai Benjamin Apthorp Gould (1824 - 1896) destinava-se a premiar os cidadãos dos Estados Unidos que contribuíram para o conhecimento em astronomia.

## Laureados[1]
- 1971 - Elizabeth Roemer
- 1973 - K. I. Kellermann
- 1975 - Lodewijk Woltjer
- 1979 - Irwin I. Shapiro